# 贝叶斯污染
贝叶斯污染（英語：Bayesian poisoning）是垃圾邮件制造者对抗贝叶斯垃圾邮件过滤器的一种技术。贝叶斯过滤器通过贝叶斯概率，确定一封新收到的邮件是否属于垃圾邮件。垃圾邮件制造者尝试通过随机（或专门）添加一些不太可能出现在垃圾邮件中的词语，让垃圾邮件过滤器误以为这封邮件是正常的——这是一个典型的第II型错误。
垃圾邮件制造者希望降低邮件过滤器的效率，通过在垃圾信息中夹杂一些贝叶斯数据库中的正常词汇（典型的第I型错误），因为经过训练的垃圾邮件过滤器中会有很多黑名单词汇，如果邮件中的这些黑名单词汇太多、那基本上就能判断出这是一封垃圾邮件。